# Daniel Stoian
Daniel Stoian, född den 21 april 1967 i Bukarest, Rumänien, är en rumänsk kanotist.
Han tog bland annat VM-guld i K-2 1000 meter i samband med sprintvärldsmästerskapen i kanotsport 1986 i Montréal.